# Stylosanthes humilis
Stylosanthes humilis es una especie de planta floral del género Stylosanthes, categorizada en la tribu Dalbergieae, de la subfamilia Faboideae.

## Distribución
Especie nativa de Belice, Bolivia, Brasil, Colombia, Costa Rica, Cuba, El Salvador, Guatemala, Honduras, México, Nicaragua, Panamá, Paraguay, Surinam y Venezuela. Introducida en Burkina Faso, Fiyi, Kenia, Nueva Caledonia, Nueva Guinea, Birmania, Australia, Filipinas, Sri Lanka, Tanzania y Zimbabue. Crece en el bioma tropical.

## Taxonomía
Fue descrita por Carl Sigismund Kunth.
Tratamiento taxonómico
La especie aparece registrada y publicada en F.W.H.von Humboldt, A.J.A.Bonpland & C.S.Kunth, Nov. Gen. Sp. 6: 506 (1824).